# Daihatsu Thor
De Daihatsu Thor is een mini-MPV van de Japanse autofabrikant Daihatsu. Dit automodel werd geïntroduceerd in november 2016 als opvolger van de Daihatsu Coo.

## Aandrijving
De motor van de Daihatsu Thor ligt voorin het voertuig en beschikt, afhankelijk van de uitvoering, over voorwiel- of vierwielaandrijving. Alle uitvoeringen zijn gekoppeld aan een continu variabele transmissie.
De 1KR-FE benzinemotor is een watergekoelde, driecilinder lijnmotor welke beschikt over een dubbele bovenliggende nokkenas, elektronische brandstofinjectie en VVT-i.
| Motorcode | Slagvolume           | Brandstof | Aandrijving | Vermogen                    | Koppel             |
| --------- | -------------------- | --------- | ----------- | --------------------------- | ------------------ |
| 1KR-FE    | 996 cm³ of 1,0 liter | benzine   | FF of 4WD   | 51 kW of 69 pk bij 6000 tpm | 92 Nm bij 4400 tpm |